# Ingemar Düring
Hans Ingemar Düring (Göteborg, 2 settembre 1903 – Göteborg, 23 dicembre 1984) è stato un filologo classico e traduttore svedese.

## Biografia
Il suo percorso formativo si svolse a Göteborg, anche se egli compì brevi soggiorni di studio a Uppsala, Lund, Copenhagen e Oxford. Nel 1930 divenne professore di lingua e letteratura greca nella sua città natale. Nel 1932 fu Lector presso l'Accademia di Vänersborg. Nel 1945 venne nominato Regius Professor di greco antico presso l'Università di Göteborg. Nel biennio 1955-56 divenne research professor presso l'Institute for Advanced Study a Princeton. Düring fu anche presidente della commissione svedese dell'Unesco; inoltre venne inserito nella Commissione per l'Istituto Archeologico svedese di Atene e di Roma. Fu membro della Commissione per una nuova traduzione del Nuovo Testamento. Socio corrispondente della Università di Heidelberg, fece anche parte dell'Accademia Bavarese delle Scienze.
I punti focali della sua ricerca sono stati l'antica teoria musicale greca e la filosofia di Aristotele.
La prima grande opera di Düring è stata la pubblicazione del testo dell'Armonica di Claudio Tolomeo del II secolo. Egli scrisse articoli sui biografi di Aristotele presentando anche una nuova teoria dei rapporti dello Stagirita con il suo maestro Platone. Nel 1961 pubblicò la sua ricostruzione del Protreptico di Aristotele.
Produsse inoltre l'unica edizione moderna (con testo critico, note di commento e traduzione inglese) delle Lettere attribuite al discepolo di Platone Chione di Eraclea (IV sec. a.C.).

## Opere
- Ptolemaios und Porphyrios über die Musik. Elanders Boktryckeri Aktiebolag, Göteborg 1934, (ristampa Georg Olms Verlag, 1987), Testo online
- Herodicus the Cratetean. A study in antiplatonic tradition. Wahlström & Widstrand, Stockholm 1941.
- Chion of Heraclea, A novel in letters, edited with introduction and commentary. Wetterberg & Kerbers Förlag, Göteborg 1951. [Acta universitatis Gotoburgensis = Göteborgs högskolas årsskrift, 57, 5]
- Aristotle in the Ancient Biographic Tradition. Almquist & Wiksell, Göteborg 1957.
- (a cura di, con G. E. L. Owen): Aristotle and Plato in the Mid-Fourth Century. Papers of the Symposium Aristotelicum held at Oxford in August, 1957. Almqvist & Wiksell, Göteborg, 1960. (vedere la recensione di G. B. Kerferd, in: The Classical Review, New Series 12, 1962, S. 44-46, online (JSTOR)
- Aristoteles. Darstellung und Interpretation seines Denkens. C. Winter Universitätsverlag, Heidelberg 1966; seconda edizione Winter, Heidelberg 2005 (Bibliothek der klassischen Altertumswissenschaften, 2. Reihe; N.F., Band 114), ISBN 3-8253-5036-3.
  - traduzione italiana: Aristotele, a cura di Pierluigi Donini, Milano, Mursia, 1976.
- (a cura di): Naturphilosophie bei Aristoteles und Theophrast. Verhandlungen des 4. Symposium Aristotelicum. Veranstaltet in Göteborg, August 1966. Lothar Stiehm, Heidelberg 1969.